# دي إم سي دراما
دي إم سي دراما (بالإنجليزية: dmc Drama)‏ هي قناة مصرية لعرض المسلسلات انشئت في شهر يناير 2017، مملوكه لشركة المتحدة للخدمات الإعلامية، تبث القناة مجموعة من المسلسلات المصرية، وبثت عدة مسلسلات حصرية مثل الأب الروحي، وأبو العروسة، والطوفان، وعائلة زيزو،  والحساب يجمع.